# Vasanello
Vasanello es una localidad y comune italiana de la provincia de Viterbo, región de Lacio, con 4.157 habitantes.

## Evolución demográfica
| Gráfica de evolución demográfica de Vasanello entre 1861 y 2001 |
|                                                                 |
| Fuente ISTAT - elaboración gráfica de Wikipedia                 |